# Bolszoje Chawino
Bolszoje Chawino (ros. Большое Хавино) – wieś w Rosji, w rejonie kiczmiengsko-gorodieckim obwodu wołogodzkiego. W 2010 r. liczyła 18 mieszkańców.